# Міс Всесвіт 2018

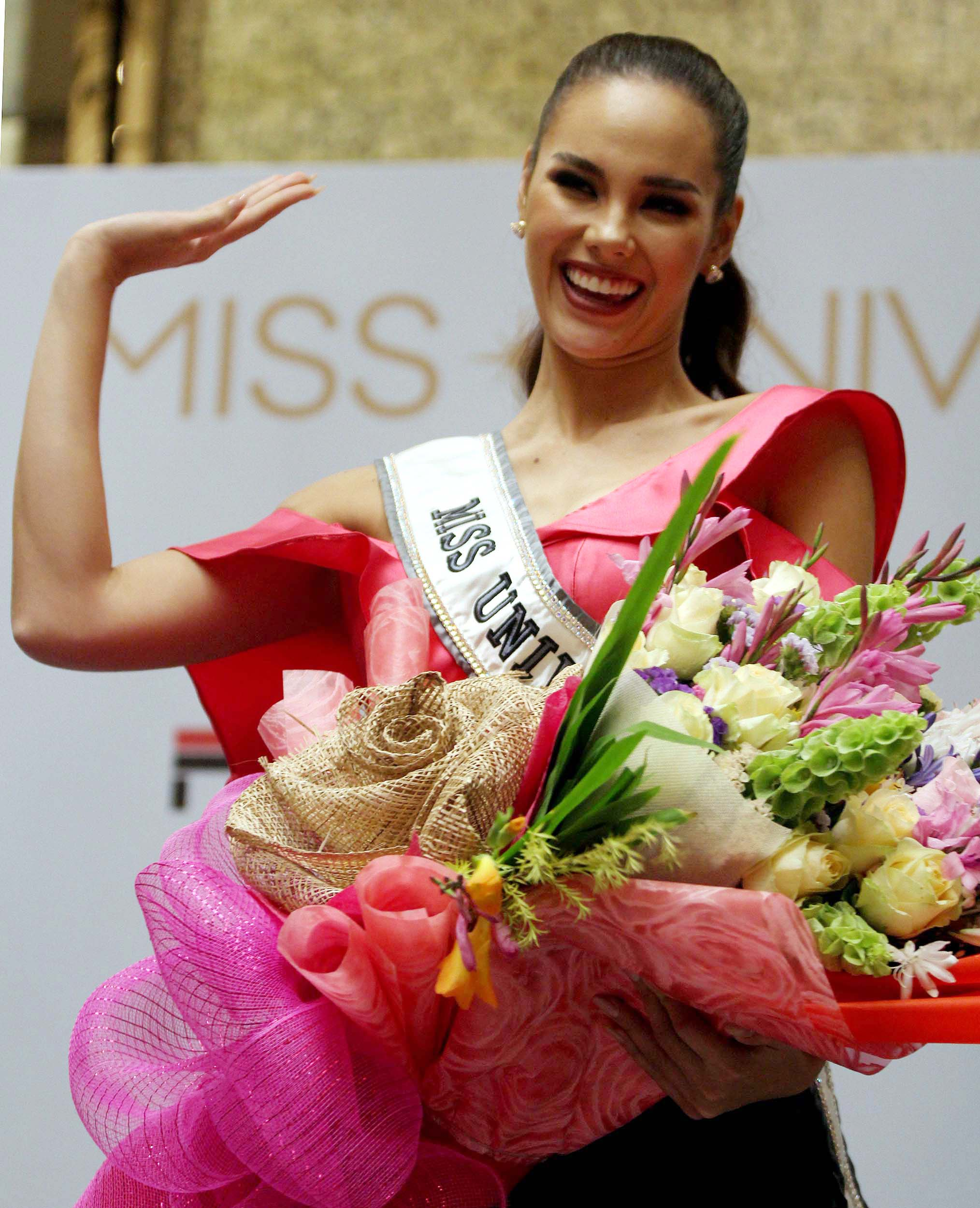
Катріона Грей — переможниця конкурсу

Міс Всесвіт 2018 — 67-й конкурс Міс Всесвіт, що відбувся 17 грудня 2018 року в IMPACT Arena у передмісті Бангкока (Таїланд). В конкурсі взяли участь 94 учасниці. Анхела Понсе з Іспанії стала першою відкритою трансгендеркою, яка змагалася за титул «Міс Всесвіт». Ведучими шоу виступили комік Стів Гарві та супермодель Ешлі Грем. Переможницею стала представниця Філіппін Катріона Грей.

## Учасниці

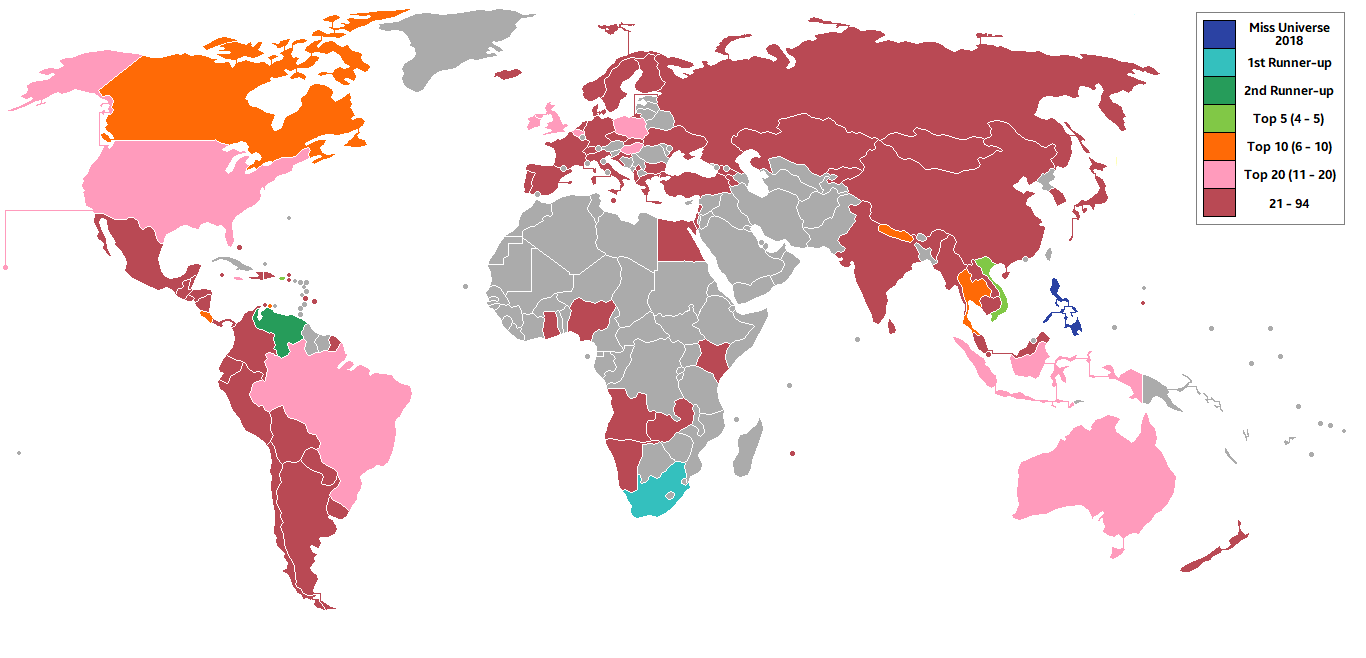
Країни-учасниці Міс Всесвіт 2018

| Країна                          | Учасниця                | Вік | Рідне місто             | Континентальна група  |
| ------------------------------- | ----------------------- | --- | ----------------------- | --------------------- |
| Австралія                       | Франческа Ханг          | 24  | Сідней                  | Africa & Asia-Pacific |
| Албанія                         | Трейсі Сейдіні          | 18  | Тирана                  | Europe                |
| Ангола                          | Ана Ліліана Авіау       | 24  | Андуло                  | Africa & Asia-Pacific |
| Аргентина                       | Агустина Пивоварчук     | 22  | Буенос-Айрес            | Americas              |
| Вірменія                        | Еліза Мурайдан          | 25  | Вагаршапат              | Europe                |
| Аруба                           | Кімберлі Джалсінг       | 20  | Ораньєстад              | Americas              |
| Багамські Острови               | Даніелль Грант          | 23  | Нассау                  | Americas              |
| Барбадос                        | Меган Теобальдс         | 27  | Крайст-Черч             | Americas              |
| Беліз                           | Дженелі Фрасер          | 27  | Беліз                   | Americas              |
| Бельгія                         | Зое Брюне               | 18  | Намюр                   | Europe                |
| Болгарія                        | Габріела Топалова       | 22  | Пловдив                 | Europe                |
| Болівія                         | Хойс Прадо              | 21  | Санта-Крус-де-ла-Сьєрра | Americas              |
| Бразилія                        | Майра Діас              | 27  | Ітакуатіара             | Americas              |
| Велика Британія                 | Ді-Енн Кентіш-Роджерс   | 25  | Бірмінгем               | Europe                |
| Угорщина                        | Еніко Кечкеш            | 21  | Будапешт                | Europe                |
| Венесуела                       | Стефані Гутьєрес        | 19  | Барселона               | Americas              |
| Британські Віргінські Острови   | Аяна Кешелле Філліпс    | 23  | Тортола                 | Americas              |
| Американські Віргінські Острови | Аніска Тонге            | 27  | Шарлотта-Амалія         | Americas              |
| В'єтнам                         | Хе Хен Ніе              | 26  | Кимгар                  | Africa & Asia-Pacific |
| Гаїті                           | Саманта Колас           | 26  | Порт-о-Пренс            | Americas              |
| Гана                            | Діата Хоггар            | 25  | Вольта                  | Africa & Asia-Pacific |
| Гватемала                       | Маріана Гарсія          | 19  | Гватемала               | Americas              |
| Німеччина                       | Целіне Віллерс          | 25  | Мюнхен                  | Europe                |
| Гондурас                        | Ванесса Вілларс         | 20  | Санта-Барбара           | Americas              |
| Греція                          | Йоанна Белла            | 22  | Верія                   | Europe                |
| Грузія                          | Лара Ян                 | 25  | Телаві                  | Europe                |
| Гуам                            | Атіна Єва МакНінч       | 20  | Манджілао               | Africa & Asia-Pacific |
| Данія                           | Гелена Геусер           | 22  | Копенгаген              | Europe                |
| Домініканська Республіка        | Алді Бернард            | 23  | Лагуна-Салада           | Americas              |
| Єгипет                          | Наріман Халед           | 22  | Хургада                 | Africa & Asia-Pacific |
| Замбія                          | Мельба Шакабожа         | 23  | Лусака                  | Africa & Asia-Pacific |
| Ізраїль                         | Ніколь Резніков         | 18  | Афула                   | Africa & Asia-Pacific |
| Індія                           | Нехал Чудасама          | 22  | Мумбай                  | Africa & Asia-Pacific |
| Індонезія                       | Сонія Фергіна Чітра     | 26  | Банка-Белітунг          | Africa & Asia-Pacific |
| Ірландія                        | Грейн Галлана           | 24  | Банкрана                | Europe                |
| Ісландія                        | Катрін Леа Еленудоттір  | 19  | Рейк'явік               | Europe                |
| Іспанія                         | Анхела Понсе            | 27  | Севілья                 | Europe                |
| Італія                          | Еріка Де Маттейс        | 24  | Рим                     | Europe                |
| Казахстан                       | Сабіна Азимбаєва        | 18  | Алмати                  | Europe                |
| Кайманові Острови               | Кейтлін Тайсон          | 24  | Бодден-Таун             | Americas              |
| Камбоджа                        | Нат Рерн                | 22  | Кампонгтям              | Africa & Asia-Pacific |
| Канада                          | Марта Стенпіен          | 24  | Вінсор                  | Americas              |
| Кенія                           | Уабайя Каріукі          | 22  | Найробі                 | Africa & Asia-Pacific |
| Киргизстан                      | Бегімай Карібекова      | 20  | Бішкек                  | Africa & Asia-Pacific |
| КНР                             | Мейсу Цинь              | 24  | Аньшань                 | Africa & Asia-Pacific |
| Колумбія                        | Валерія Моралес         | 20  | Калі                    | Americas              |
| Південна Корея                  | Джи Гьюн Пек            | 21  | Тегу                    | Africa & Asia-Pacific |
| Косово                          | Зана Беріша             | 24  | Сува-Река               | Europe                |
| Коста-Рика                      | Наталья Карвахал        | 28  | Сан-Хосе                | Americas              |
| Кюрасао                         | Акіша Альберт           | 23  | Віллемстад              | Americas              |
| Лаос                            | Он-анонг Хомсобатх      | 23  | В'єнтьян                | Africa & Asia-Pacific |
| Ліван                           | Майя Рейди              | 23  | Танурін                 | Africa & Asia-Pacific |
| Маврикій                        | Варша Рагубарсінг       | 28  | Флак                    | Africa & Asia-Pacific |
| Малайзія                        | Джейн Тео               | 21  | Пінанг                  | Africa & Asia-Pacific |
| Мальта                          | Франческа Міфсід        | 22  | Зейтун                  | Europe                |
| Мексика                         | Андреа Тоскано          | 20  | Мансанільйо             | Americas              |
| Монголія                        | Долгіон Дельгержав      | 27  | Улан-Батор              | Africa & Asia-Pacific |
| М'янма                          | Хнін Туай Ю Аунг        | 22  | Янгон                   | Africa & Asia-Pacific |
| Намібія                         | Сельма Каманья          | 21  | Віндгук                 | Africa & Asia-Pacific |
| Непал                           | Маніта Девкота          | 23  | Горкха                  | Africa & Asia-Pacific |
| Нігерія                         | Араміде Лопез           | 21  | Лагос                   | Africa & Asia-Pacific |
| Нідерланди                      | Рахіма Айла Дірксе      | 25  | Роттердам               | Europe                |
| Нікарагуа                       | Адріана Паніагуа        | 23  | Чінандега               | Americas              |
| Нова Зеландія                   | Естелль Керд            | 27  | Окленд                  | Africa & Asia-Pacific |
| Норвегія                        | Сусанн Гутторм          | 22  | Карасйок                | Europe                |
| Панама                          | Роза Монтесума          | 25  | Нгобе-Бугле             | Americas              |
| Парагвай                        | Белен Альдерете         | 24  | Асунсьйон               | Americas              |
| Перу                            | Роміна Лозано           | 21  | Бельявіста              | Americas              |
| Польща                          | Магдалена Сват          | 27  | Островец-Свєнтокшиский  | Europe                |
| Португалія                      | Філіппа Барросо         | 19  | Сетубал                 | Europe                |
| Пуерто-Рико                     | Кіара Ортега            | 25  | Рінкон                  | Americas              |
| Росія                           | Юлія Полячихіна         | 18  | Чебоксари               | Europe                |
| Сальвадор                       | Марісела Де Монтекрісто | 26  | Сан-Сальвадор           | Americas              |
| Сент-Люсія                      | Анджелла Дальсу         | 24  | Кастрі                  | Americas              |
| Сінгапур                        | Зара Ханум              | 23  | Сінгапур                | Africa & Asia-Pacific |
| Словаччина                      | Барбора Ганова          | 24  | Лученець                | Europe                |
| США                             | Сара Роуз Саммерс       | 24  | Омаха                   | Americas              |
| Таїланд                         | Сопхіда Канчанарін      | 23  | Бангкок                 | Africa & Asia-Pacific |
| Туреччина                       | Тара Де Вріс            | 20  | Стамбул                 | Europe                |
| Україна                         | Каріна Жосан            | 23  | Одеса                   | Europe                |
| Уругвай                         | Софія Марреро           | 18  | Канелонес               | Americas              |
| Філіппіни                       | Катріона Грей           | 24  | Оас                     | Africa & Asia-Pacific |
| Фінляндія                       | Аліна Воронкова         | 23  | Гельсінкі               | Europe                |
| Франція                         | Єва Колас               | 22  | Бастія                  | Europe                |
| Хорватія                        | Мія Поятина             | 23  | Нова-Градишка           | Europe                |
| Чехія                           | Леа Штефличкова         | 20  | Прага                   | Europe                |
| Чилі                            | Андреа Діас             | 27  | Сантьяго                | Americas              |
| Швейцарія                       | Ястіна Дорін Рідерер    | 20  | Шпрайтенбах             | Europe                |
| Швеція                          | Емма Страндберг         | 22  | Халстахамар             | Europe                |
| Шрі-Ланка                       | Орнелла Гунесекере      | 26  | Дехівала-Маунт-Лавінія  | Africa & Asia-Pacific |
| Еквадор                         | Віргінія Лімогі         | 24  | Портов'єхо              | Americas              |
| ПАР                             | Тамарін Грін            | 24  | Парл                    | Africa & Asia-Pacific |
| Ямайка                          | Емілі Меддісон          | 19  | Сент-Ендрю              | Americas              |
| Японія                          | Юмі Като                | 22  | Айті                    | Africa & Asia-Pacific |

## Переможниці
| Результат        | Учасниця |
| ---------------- | --- |
| Міс Всесвіт 2018 | - — Катріона Грей |
| 1-ша віце-міс    | - — Тамарін Грін |
| 2-ша віце-міс    | - — Стефані Гутьєрес |
| Топ-5            | - — Хе Хен Ніе - — Кіара Ортега |
| Топ-10           | - — Марта Стенпіен - — Наталія Карвахал - — Акіша Альберт - — Маніта Девкота - — Сопхіда Канчанарін                                                                                              |
| Топ-20           | - — Франческа Ханг - — Зое Брюне - — Майра Діас - — Ді-Енн Кентіш-Роджерс - — Еніко Кечкеш - — Сонія Фергіна Чітра - — Грейн Галлана - — Магдалена Сват - — Сара Роуз Саммерс - — Емілі Меддісон |